# یژی واپینسکی
یژی واپینسکی (لهستانی: Jerzy Łapiński؛ ‏ ۲۰ نوامبر ۱۹۴۰ – ۱۳ مهٔ ۲۰۲۰) بازیگر و صداپیشه اهل لهستان بود. وی دانش‌آموختهٔ مدرسه ملی فیلم ووچ بود. مادرش کریستینا واپینسکی و پدربزرگش استانیسواف واپینسکی هر دو بازیگر بودند. وی بابت مشارکت‌های فرهنگی-هنری‌اش برندهٔ نشان کنشگر شایسته فرهنگ، صلیب شایستگی لهستان، نشان افتخار تولد لهستان و نشان زرین گلوریا آرتیس شد.
از فیلم‌ها یا مجموعه‌های تلویزیونی که وی در آن‌ها نقش داشته است، می‌توان به صفر-هفت، به‌گوشم، حوزه استحفاظی ۱۳، سال‌های شیرین، جهان به روایت خانواده کیپسکی، خانواده جایگزین، خانه کشیش، موج جرم و جنایت، کارآگاهان جنایی، پدر متیو، کمیسر آلکس، همه رومن را دوست دارند، قانون حقیقی، یوب، آخرین سلول خاکستری مغز و شوپن: میل به عاشقی اشاره نمود.